# Beechcraft Lightning
El Beechcraft Model 38P Lightning fue un avión turbohélice experimental construido y probado por Beechcraft (hoy una división de Hawker Beechcraft) en los años 80 del siglo XX.

## Diseño y desarrollo
El Model 38P (Presurizado) (también conocido como modelo PD.336) fue creado al instalar un motor Garrett AiResearch TPE-331-9 en el morro del fuselaje de un Beechcraft Baron 58P, que fue acoplado al ala de un Beechcraft B36TC Bonanza, en lugar del ala con dos motores del Baron. Resultó en un avión de ala baja con seis asientos, incluyendo el del piloto. El avión voló por primera vez el 14 de junio de 1982. Tras 133 vuelos en casi 18 meses, el avión fue retenido en tierra temporalmente para que el TPE331 pudiera ser desmontado e instalado en su lugar un motor Pratt & Whitney Canada PT6A-40. El avión voló con esta configuración por primera vez el 9 de marzo de 1984, y el último vuelo fue el 8 de agosto del mismo año. Beechcraft planeaba originalmente poner el Lightning en producción, pero la recesión económica entre los constructores de aviación general en los Estados Unidos en los años 80 dejó archivado el proyecto poco después del primer vuelo con el PT6A.

## Especificaciones (Modelo 38P, motor PT6A, rendimiento estimado)
Referencia datos: Jane's 1983–84 Aviation Review

### Características generales
- Tripulación: Uno (piloto)
- Capacidad: Cinco pasajeros
- Longitud: 9,1 m (29,9 ft)
- Envergadura: 11,3 m (37,1 ft)
- Planta motriz: 1× turbohélice Pratt & Whitney Canada PT6A-40.
  - Potencia: 550-650 shp

### Rendimiento
- Velocidad crucero (Vc): 508,6 km/h (316 MPH; 275 kt)
- Alcance: 2068 km (1117 nmi; 1285 mi)
- Techo de vuelo: 7620 m (25 000 ft)

## Aeronaves relacionadas

### Aeronaves similares
- Piper Malibu Meridian
- Socata TBM

### Secuencias de designación
- Secuencia Numérica (interna de Beechcraft): ← 34 - 35 - 36 - 38 - 40 - 45 - 46 →